# Oreneta de ribera del Congo
L'oreneta de ribera del Congo (Riparia congica) és una espècie d'ocell de la família dels hirundínids (Hirundinidae). Es troba al llarg de la conca del Riu Congo i el seu afluent, l'Ubangui. Els seu hàbitat natural són els cursos d'aigua. El seu estat de conservació es considera de risc mínim.